# Ikpinlè
Ikpinlè è un arrondissement del Benin situato nella città di Adja-Ouèrè (dipartimento dell'Altopiano) con 18.567 abitanti (dato 2006).